# زن معقول
زن معقول (انگلیسی: Reasonable Woman) دهمین آلبوم استودیویی خواننده و ترانه‌پرداز استرالیایی سیا است که در ۳ مه ۲۰۲۴ توسط مانکی پازل و آتلانتیک رکوردز منتشر شد. ترانه‌سرایی این آلبوم را سیا به همراه جس شاتکین و گرگ کرستین انجام داده که این دو نفر تهیه‌کنندگان اصلی آلبوم نیز بودند. تهیه‌کنندگان دیگر آلبوم شامل بنی بلانکو، جسپر هریس، جیم ئی استاک و لبرینت است. خوانندگانی همچون چاکا کان، کایلی مینوگ و پاریس هیلتون در این آلبوم حضور داشتند.

## جدول‌های موسیقی
| جدول (۲۰۲۴)                            | بالاترین جایگاه |
| -------------------------------------- | --------------- |
| آلبوم‌های استرالیایی (ای‌آرآی‌ای)         | ۱۴              |
| آلبوم‌های اتریشی (آلبوم‌های او۳)         | ۱۳              |
| آلبوم‌های بلژیکی (اولتراتاپ فلاندرز)    | ۴۰              |
| آلبوم‌های بلژیکی (اولتراتاپ والونیا)    | ۶               |
| آلبوم‌های کانادایی (بیلبورد)            | ۸۸              |
| آلبوم‌های بین‌المللی کرواتی (اچ‌دی‌یو)     | ۲               |
| آلبوم‌های هلندی (جدول‌های هلند)          | ۶۶              |
| آلبوم‌های فرانسوی (اس‌ان‌ئی‌پی)            | ۸               |
| آلبوم‌های آلمانی (۱۰۰ آلبوم برتر رسمی)  | ۱۶              |
| آلبوم‌های مجارستانی (ماهاز)             | ۸               |
| آلبوم‌های ایتالیایی (فیمی)              | ۸۰              |
| آلبوم‌های ژاپنی (اوریکون)               | ۲۸              |
| آلبوم‌های دیجیتلل ژاپنی (اوریکون)       | ۱۳              |
| آلبوم‌های داغ ژاپنی (بیلبورد ژاپن)      | ۲۱              |
| آلبوم‌های نیوزیلندی (آرام‌ان‌زد)          | ۳۵              |
| آلبوم‌های نروژی (وی‌جی-لیستا)            | ۳۵              |
| آلبوم‌های لهستانی (ZPAV)                | ۳۳              |
| آلبوم‌های پرتغالی (ای‌اف‌پی)              | ۵۲              |
| آلبوم‌های اسکاتلندی (شرکت جدول‌های رسمی) | ۲۲              |
| آلبوم‌های اسپانیایی (پروموزیکای)        | ۳۰              |
| آلبوم‌های سوئیسی (جدول موسیقی سوئیس)    | ۶               |
| آلبوم‌های بریتانیا (شرکت جدول‌های رسمی)  | ۵۹              |
| بیلبورد ۲۰۰ ایالات متحده               | ۱۵۳             |

## تاریخچه انتشار
| کشور  | تاریخ     | فرمت                                     | ناشر                | منابع         |
| ----- | --------- | ---------------------------------------- | ------------------- | ------------- |
| مختلف | ۳ مه ۲۰۲۴ | سی‌دی دانلود دیجیتال وینیل ال‌پی streaming | مانکی پازل آتلانتیک | [ ۲۴ ] [ ۲۵ ] |